# Вінадіо
Вінадіо (італ. Vinadio, п'єм. Vinàj) — муніципалітет в Італії, у регіоні П'ємонт,  провінція Кунео.
Вінадіо розташоване на відстані близько 510 км на північний захід від Рима, 95 км на південний захід від Турина, 32 км на захід від Кунео.
Населення — 666 осіб (2014).
Щорічний фестиваль відбувається другої неділі вересня. Покровитель — Madonna del Vallone.

## Демографія
Населення за роками:

Станом на 1 січня 2023 року в муніципалітеті офіційно проживало 38 іноземців з 7 країн, серед них 22 громадяни країн Євросоюзу та 3 громадяни України.

## Сусідні муніципалітети
- Айзоне
- Демонте
- Ізола
- П'єтрапорціо
- Сент-Етьєнн-де-Тіне (Франція)
- Самбуко
- Вальдієрі